# Cal Ramon del Bep
Cal Ramon del Bep és una obra del poble de l'Ametlla de Segarra, al municipi de Montoliu de Segarra (Segarra) inclosa a l'Inventari del Patrimoni Arquitectònic de Catalunya.

## Descripció

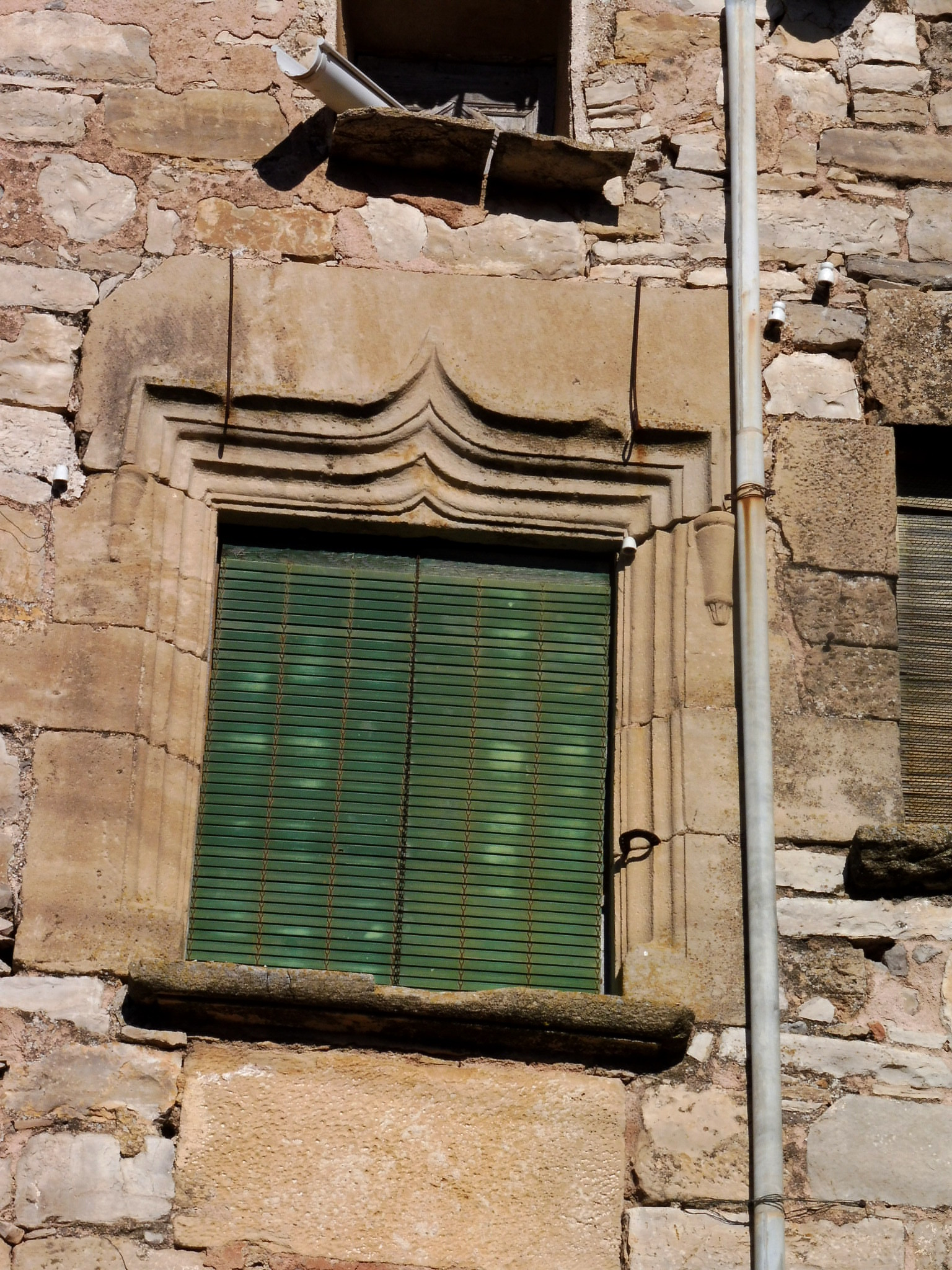
Detall de la finestra

És una casa situada entre mitgeres, al centre del nucli urbà del poble. En origen, l'amplada de la seva façana principal abraçava l'actual façana de cal Xarpet (C/ Major 16), tal com ens mostra les restes de l'arc de descàrrega que abraça ambdues façanes. Actualment, les seves dimensions es redueixen a la meitat i l'edifici es presenta de planta irregular i façana estreta, estructurada a partir de planta baixa, primer pis, golfes, i també presenta ràfec de teula i maó. La porta d'accés a l'edifici és d'estructura allindada molt senzilla. Amb tot, destaca l'estructura de la finestra del primer pis, amb llinda, brancals i guardapols motllurats que recorda l'estil renaixentista. L'obra presenta un parament paredat de pedra del país, així com, carreus motllurats a l'estructura de la finestra del primer pis.